# 조란 밀로셰비치
조란 밀로셰비치(세르비아어: Зopaн Mилошевић, 1986년 7월 25일 ~ )는 세르비아의 은퇴한 축구 선수로, 현역 시절 포지션은 중앙수비수이다. 조란 밀로셰비치는 1999년부터 2001년까지 3시즌 동안 전북 현대 모터스에서 뛰었으며 그의 K리그 등록명은 조란이었다.